# Innocent Venus
Pour les articles homonymes, voir Innocent.
Innocent Venus (イノセント・ヴィーナス, Inosento Vīnasu) est une série anime de science-fiction se déroulant dans un monde post-apocalyptique. Diffusée pour la première fois sur la chaîne WOWOW japonaise le 26 juillet 2006 à minuit, la série utilise de l'animation 3D au rendu cel-shading, lui donnant un style plus « dessiné à main » que la synthèse d'image traditionnelle. ADV Films diffusera l'anime en Amérique du Nord.

## Synopsis
En 2010, la population et l'économie mondiale est décimée par d'énormes ouragans simultanés, provoquant la création de beaucoup de factions et de nouveaux petits États. Au Japon on trouve une classe dirigeante appelée Logos qui contrôle certaines régions du pays, détenant la majorité de la richesse et des ressources. Elle contrôle aussi une classe ouvrière, les Levina, qui se battent pour survivre au jour le jour. Les Levina sont interdits d'entrer dans les régions contrôlées par les Logos. Un groupe de résistance levina lutte contre les Logos.
Avec le slogan anglophone « A Near Future Late-Shogunate Action Animation », l'histoire est vite comparée avec le Japon du XIXe siècle de la fin du shogunat Tokugawa, avant la guerre de Boshin.
En 2035, les héros, Jō et Jin, s'échappent des mains de « Phantom », un groupe militaire d'élite qui contrôlait autrefois les Levina. Ils emmènent une jeune fille, Sana. La série les suit lorsqu'ils se cachent de Phantom et des autres forces militaires des Logos.

## Anime

### Doublage
| Personnages   | Voix japonaises  | Voix françaises     |
| ------------- | ---------------- | ------------------- |
| Sana Nobuto   | Kaori Nazuka     | Pascale Chemin      |
| Jin Tsurasawa | Takahiro Sakurai | Jochen Haegele      |
| Jô Katsuragi  | Kenji Nojima     | Bruno Forget        |
| Toraji Shiba  | Hideo Ishikawa   | Nicolas Beaucaire   |
| Gora          | Naoki Yanagi     | Gwen Lebret         |
| Maximus Drake | Tōru Ōkawa       | Frédéric Souterelle |
| Renī Vikuro   | Megumi Toyoguchi | Emma Darmon         |
| Steve         | Kenta Miyake     | Yannick Bellissard  |
| Kyôshirô      | Shintarō Ōhata   | Philippe Namann     |

- Version française
  - Société de doublage : Studios de Saint-Maur[1]
  - Direction artistique : Frédéric Souterelle[1]
  - Adaptation des dialogues : -

Source voix françaises : Anime News Network

## Musique
- Musique de générique du début : « Noble Roar », de Yousei teikoku
- Musique de générique de fin : « Brand New Reason », de Fleet